# Артур Зајс-Инкварт
Артур Зајс-Инкварт (Стонаров, 22. јул 1892 — Нирнберг, 16. октобар 1946) био је правник а касније званичник нациста у Аустрији пре окупације од стране Нацистичке Немачке у Пољској и Холандији. На Нирнбершком процесу, Зајс-Инкварт је проглашен кривим за злочине против човечности и касније је погубљен.

## Биографија

### Рана младост
Родио се у Стонарову, градићу у Моравској, тада делу Аустроугарске. На рођењу, презиме му је Зајтих, по оцу Чеху који је био директор школе (мајка му је била Немица).1907. године његова породица сели се у Аустрију и мења презиме у Зајс-Инкварт. Студирао је право на Бечком универзитету, и дипломирао је 1917. године. На почетку Првог светског рата, у августу 1914. пријавио се у аустроугарску војску. Био је на фронтовима у Русији, Румунији и Италији. Више пута је био одликован за храброст, а дипломирао је док се опорављао од повреда.

1911. упознаје Гетруд Машку и жени је 1916. године. Пар је имао троје деце.

### Политичка каријера
Након рата је почео радити као адвокат, а 1921. је отворио и своју праксу. Током раних година Прве аустријске републике био је близак са Отаџбинским фронтом. Као успешан адвокат био је позван у кабинет канцелара Енгелберта Долфуса 12. марта 1933. године. После Долфусовог убиства 25. јула 1934. постао је државни саветник док је канцелар био Курт фон Шушниг. У почетку није био члан Нацистичке партије, али је био наклоњен многим њиховим ставовима и акцијама. До 1938. Зајс-Инкварт се придружио нацистима када је увидео какве ће бити политичке струје у ближој будућности.

#### Аншлус
После преговора у Берхтесгадену 12. фебруара између Курт фон Шушнига и Хитлера, Зајц- Инкварт је постављен за министра унутрашњих послова од стране Шушнига, али тек након претње Хитлера да ће извршити војну инвазију на Аустрију уколико тај захтев не буде био испуњен. 11. марта 1938, пошто је био суочен са претњама Немачке о инвазији да би био спречен референдум на којем би грађани гласали о приступању Аустрије нацистичкој Немачкој, Шушниг је дао оставку на место канцелара, а на то место је именован Зајс-Инкварт од стране председника Вилхелма Микласа. Следећег дана немачке трупе су прешле границе Аустрије на телеграфски позив Зајс-Инкварта Хитлеру. Тај позив је служио као званични извештај како би се касније оправдала ова акција у очима међународне заједнице. У годинама после рата се говорило да тај позив није ни постојао, већ је служио само као оправдање.. Зајс-Инкварт је такође приликом уласка немачких трупа преко радиа говорио грађанима Аустрије да не пружају отпор Хитлеровим војницима, јер ће им они донети срећу. Тек 13. марта 1938, када је било сигурно да ће се Аустрија прикључити Трећем рајху, Зајс-Инкварт се учланио у Нацистичку партију.

### Шеф нацистичке Аустрије и јужне Пољске
Зајс-Инкварт је потписао закон којим Аустрија постаје провинција Немачке 13. марта 1938. Са Хитлеровим допуштењем остао је шеф новостворене нацистичке Аустрије. Његов главни министар био је Ернст Калтенбрунер. Зајс-Инкварт је такође добио почасан чин СС-а Gruppenfuhrer, а у мају 1939. постао је министар без портфеља у Хитлеровој влади.
После инвазије на Пољску Зајс-Инкварт је постао административни шеф за јужну Пољску, али није преузео ту функцију док се није основало Генерално губернаторство где је постао вицегувернер Хансу Франку. Тврди се да је био укључен у премештањеу пољских Јевереја у гетое и заплењивању стратешких залиха.

### Рајхкомесар Холандије
После капитулација земаља Бенелукса, Зајс-Инкварт је постављен за рајхкомесара окупиране Холандије у мају 1940. Био је задужен за цивилну администрацију, за стварање блиске економске сарадње са Немачком и за брањења интереса Рајха. Подржао је стварање национал-социјалистичке партије у Холандији која је створила помоћну полицију нацистима. Друге политичке партије су биле забрањене крајем 1941. године, а већина предратних државних службеника је било затворено. Управљање земљом је у великој мери лично контролисао Зајс-Инкварт. Увео је мере за борбу против отпора када је штрајк широких размера захватио Амстердам, Арнем и Хилверсум у мају 1943. Тада се усвојене специјлне пресуде војног суда и колективна казна од 18 милиона гулдена је изречена. Међутим, на лето исте године 6.200 холандских доктора је ступило у штрајк, па је Зајс-Инкварт издао наређење да се доктори затворе. Више стотина доктора је ухапшено, што је допринело да у Холандији уопште није било медицинских услуга неколико недеља. Убрзо потом, због страха Немаца од епидемија, доктори су убрзо и пуштени на слободу. До ослобођења Холандије Зајс-Инкварт је одобрио погубљење од око 800 људи, мада неки извештаји говори да је та бројка била и дупло већа. Од јула 1944. већина Зајс-Инквартових овлашћења су пренета на војну команду у Холандији и Гестапо, иако је он и даље имао велики утицај.
У Холандији су постојала четири већа концентрациона логора: Фехт, Амерсфорт, Вестерборк и Емен. Такође је било и више мањих логора које је контролисала војска, полиција, СС-овци и администрација Зајс-Инкварта. Укупно је око 530.000 холандских цивила противољно радило за Немце од којих је њих 250.000 послато у Немачку на присилан рад. Постојао је и неуспели покушај Зајс-Инкварта да у Немачку шаље само раднике који имају 21-23 године, а 1944. се оглушио о наређење да пошаље још 250.000 радника из Холандије и те године их је послао само 12.000.
Зајс-Инкварт је био непоколебљив антисемиста. У року од неколико месеци од доласка на власт у Холандији преузео је мере да избаци Јевреје из владе, медија и водећих позиција у индустрији. Антијеврејске мере су појачане 1941. године. Те године је било регистровано око 140.000 Јевреја, прављени су гетои у Амстердаму, транзитни логор у Вестерборку. Фебруара 1941. 600 Јевреја је послато у Бухенвалд и Маутхаузен. Касније су холандски Јевреји слати у Аушвиц. Од 140.000 холандских Јевереја само њих 30.000 је преживело Холокауст.
Када је Хитлер извршио самоубиство 30. априла 1945. године, Зајс-Инкварт је прогласио стварање нове Немачке владе под адмиралом Карлом Деницом, у којој је он био нови министар иностраних послова. То је била и жеља у Хитлеровом тестаменту. На том месту је наследио Јоахима фон Рибентропа, који је одавно изгубио Хитлерову подршку. То је било признање за високо мишљење које је Хитлер имао о Зајс-Инкварту, у време када га је већина кључних поручника и официра напуштало. У условима у којима је створио нову владу, није ни било изненађење што Зајс-Инкварт с њом ништа није постигао. Ухапшен је убрзо по завршетку рата. Деницева влада није трајала ни 20 дана.
Када су савезници ушли у Холандију крајем 1944. године нацисти су хтели да изведу политику спаљене земље, захваљујући којој је спаљено неколико лука и докова. Зајс-Инкварт је, међутим, у договору са министром наоружања Албертом Шпером увидео узалудност таквих радњи, а са прећутним пристајањем већине војних команданата у великој мери је ограничено изврашавење наредби о спаљеној земљи. Када је наступила несташица хране у Холандији у зиму 1944—1945, Зајс-Инкварта су успели да убеде савезници да дозволи савезничким авионима да избаце храну гладним људима који су се налазили на окупираној територији у северозападу земље. Иако је знао да ће изгубити рат, Зајс-Инкварт није хтео да се преда.
Остао је рајхкомесар Холандије до 8. маја 1945. када су га канадски морнари ухапсили после састанка са Деницом.

## Нирнбершки процес
На Нирнбершком процесу се суочио са четири тачке оптужбе:
1. Учествовање у заједничком плану или завери за спровођење злочина против мира............. Ослобођен оптужби[9].
2. Планирање, започињање и вођење агресорских ратова и других злочина против мира........ Проглашен кривим[9].
3. Ратни злочини................................................................................................................................................ Проглашен кривим[9].
4. Злочини против човечности........................................................................................................................ Проглашен кривим[9].

Када је чуо своју пресуду да је осуђен на смртну казну вешањем рекао је: "Смрт вешањем… па, с обзиром на читаву ситуацију, нисам ни очекивао ништа друго. У реду је". 

Обешен је 16. октобра 1946. у 54. години заједно са још десет окривљених. Био је последњи који је обешен, у 2:57 ујутру. Последње речи су му биле: "Надам се да је ово погубљење последњи чин Другог светског рата и да је свет извукао поуку да мир и разумевање треба да владају међу људима. Ја верујем у Немачку."